# Communication d'archives en France
En France, la communication d'archives est la mise à disposition d'un document à un tiers dans des procédures principalement encadrées par le Code du patrimoine et le code des relations entre le public et l’administration. Ces textes traitent essentiellement des archives publiques : il existe en effet très peu de règles concernant la communication des archives privées, qui dépend essentiellement du bon vouloir de leur propriétaire. Ils définissent toutefois de manière générale les archives comme n’importe quel ensemble de documents ou de données, sans restriction supplémentaire.
La règle générale est que les archives publiques sont communicables de plein droit et sans délais. Il existe cependant des exceptions limitant la communicabilité afin de protéger les intérêts et la sécurité de l’État ou de tiers. Ces exceptions se matérialisent principalement sous la forme de délais pendant lesquels l’information ne peut être librement consultée. Une procédure permet toutefois de demander exceptionnellement l’accès à un document avant l’expiration de ce délai en cas d’intérêt légitime. Des règles spécifiques encadrent également la reproduction et la diffusion des informations publiques, la possibilité de consulter un document n’accordant pas automatiquement ces deux autres droits.
La liberté d’accéder aux archives publiques a été introduite dans le droit français à la Révolution. D’abord absolu, ce droit a été fortement restreint au XIXe siècle et dans la première moitié du XXe siècle. L’accès ne redevient plus facile qu’avec la loi sur les archives du 3 janvier 1979. Depuis cette date, les évolutions législatives vont globalement vers davantage de transparence, et donc un accès plus large et une réutilisation facilité des archives. Néanmoins, un recul de ces droits apparaît dans le contexte sécuritaire du deuxième quart du XXIe siècle, notamment avec la loi PATR qui ferme totalement l’accès aux archives du renseignement, première régression en matière de communicabilité d’archives en France depuis 1979.

## Périmètre

### Nature des archives
En France, la nature des archives est définie par l’article L211-1 du Code du patrimoine : « Les archives sont l'ensemble des documents, y compris les données, quels que soient leur date, leur lieu de conservation, leur forme et leur support, produits ou reçus par toute personne physique ou morale et par tout service ou organisme public ou privé dans l'exercice de leur activité ». Cette définition a la particularité d’être très englobante : presque tout est archive, non seulement les documents écrits, mais aussi les enregistrements sonores et visuels, les données, etc.,. Elle implique aussi que la communication des archives ne concerne pas que les seuls services d’archives, le document étant soumis au régime de communicabilité dès l’instant où il est produit. Par conséquent, tout service détenant un document communicable doit le communiquer à qui en fait la demande, qu’il en soit le producteur ou non,. 
La nature publique ou privée d’un document n’est pas liée pas au statut de son producteur ou détenteur, mais à celui de l’activité dans le cadre de laquelle il est produit. Ainsi, les documents produits par un organisme privé assurant une mission de service public sont des documents publics dépendant du régime de communicabilité des archives publiques. En revanche, si le même organisme privé produit des documents sans lien avec sa mission de service public, ceux-ci sont des archives privées rattachées au régime de communicabilité correspondant.

### Demandeurs
En 2023, les règles normales de communication s’appliquent à toute personne disposant de la nationalité française, quel que soit son lieu de résidence. Ce n’était pas le cas jusqu’en 1979, l’accès aux documents d’une commune étant alors par exemple limité aux habitants et aux contribuables de celle-ci. Les étrangers disposent en grande partie des mêmes droits, mais sont visés par deux restrictions concernant tant les fonds privés que publics : il est interdit de leur communiquer, d’une part, des documents dont le contenu, quelle que soit sa nature, pourrait porter atteinte à la souveraineté, à la sécurité ou aux intérêts de la France et, d’autre part, de leur donner accès en dehors des canaux prévus par les traités internationaux à tout document qui pourrait constituer une preuve dans une procédure judiciaire étrangère.
Dans la plupart des cas, les élus ne disposent pas de privilèges d’accès supplémentaires par rapport au simple citoyen. La principale exception est qu’ils peuvent accéder aux documents relatifs à leur délégation et aux délibérations, y compris quand sont ceux-ci sont encore au stade préparatoire. De même, les agents publics ne disposent pas de droits particuliers en dehors du droit d’accès aux documents produits par leur service et nécessaires à l’accomplissement de leurs missions. En revanche, l’obligation de discrétion professionnelle, et dans certains cas de secret professionnel, leur interdit de révéler le contenu de documents non librement communicables et d’user de leurs fonctions pour consulter des documents non liés à l’exécution de leurs tâches.
Les personnes morales de droit privé peuvent effectuer des demandes au même titre que les personnes physiques. Dans l’immense majorité des cas, les règles de communication sont les mêmes que pour ces dernières. Les personnes de droit public disposent dans certains cas de facilité d’accès. Un établissement public local peut par exemple accéder aux documents nécessaires à l’accomplissement dans ses missions, même lorsqu’ils ne sont pas conservés par une commune membre.

## Régime de communicabilité des archives publiques

### Cadre normal
La règle générale de communicabilité est que les documents publics sont communicables de plein droit et sans délai. Toutefois, afin de protéger les secrets d’État ainsi que la sécurité et la vie privée des personnes, certaines catégories de documents se voient assigner un délai de communicabilité, c'est-à-dire une période pendant laquelle leur consultation n'est pas possible. Ces catégories ainsi que les délais qui y sont attachés sont codifiés par l'article L213-2 du Code du Patrimoine et ne sont donc pas à la libre appréciation de l'administration. Ainsi, les registres d'état civil des naissances et des mariages sont par exemple incommunicables pendant soixante-quinze ans à compter de leur date de clôture. Autre exemple, celui des documents relatifs à la construction et au fonctionnement des lieux de détention est de cinquante ans à compter de la date de fin d'affectation. Les documents relatifs à la fabrication ou à la localisation d’armes de destruction massive sont en outre frappés d'une interdiction de communication sans limitation de durée.
Outre les délais de communicabilité, trois situations peuvent entraîner un refus de communiquer des archives. En premier lieu, une demande peut être refusée si elle est considérée comme abusive. L’abus peut par exemple être constitué par l’imprécision de la demande, la quantité de documents demandés ou le caractère répétitif des demandes. Par ailleurs, les documents produits dans le cadre d’un contrat de prestation de service sont hors du régime de communicabilité. Enfin, seuls les documents achevés entrant dans le cadre du régime de communicabilité, les documents préparatoires ne sont pas communicables. De la même manière, l’administration n’a pas à produire un document spécialement pour répondre à une demande,.

### Régime dérogatoire

#### Dérogation particulière
L’article L213-3 du Code du patrimoine introduit la possibilité d’effectuer une demande d'accès anticipé à un document qui n'est pas librement communicable, afin de pouvoir le consulter avant l’expiration de son délai de communicabilité. Cette procédure est aussi parfois appelé « demande de dérogation » ou « demande d’accès par dérogation ». Elle prévoit que le demandeur remplisse un formulaire dans lequel il liste les documents auxquels il souhaite avoir accès et motive sa demande. L’autorité dont émanent les documents émet un avis et si la demande a été effectuée dans un service d’archives, celui-ci émet également le sien. Cet avis est basé sur le contenu du document, par exemple sa sensibilité et son ancienneté, ainsi que sur des éléments de contexte comme le but de la recherche et l’importance du document pour celle-ci.
La demande et les avis sont ensuite transmis à l’administration des archives concernée. Selon le rattachement du service des archives où est faite la demande, il peut s’agit du Service interministériel des archives de France, du Service historique de la Défense ou du service des Archives diplomatiques. Celle-ci émet alors l’avis final et en informe le demandeur. Cette décision finale n’est pas totalement à son appréciation, la loi l’obligeant à rendre un avis défavorable si l’autorité dont émanent les documents en a fait de même. L’absence de réponse dans un délai de deux mois à compter de la demande vaut refus. En outre, l’autorisation de consultation n’implique pas l’autorisation de reproduction, qui doit être explicitement demandée et accordée, et est strictement personnelle. En revanche, elle est accordée sans limitation de durée.

#### Dérogation générale
Alors que la dérogation particulière est prise à l’initiative du demandeur et le concerne personnellement, la dérogation générale est prise à l’initiative de l’administration et s’applique à tout le monde.

### Voies de recours
En cas de refus, le demandeur peut solliciter l’avis de la Commission d’accès aux documents administratifs, qui doit lui répondre dans un délais d’un mois. Si celle-ci émet un avis favorable, l’administration des archives peut revoir sa position. Il ne s’agit toutefois pas d’une obligation, les avis de la CADA étant non contraignants, et le refus peut être maintenu. Dans ce cas, les recours amiables étant épuisés, le demandeur peut déposer un recours contentieux devant le tribunal administratif.

### Exceptions au régime de communicabilité
Lorsque le service ayant produit un document le verse à un service d’archives, il conserve sur celui-ci un droit d'accès exclusif et peut ainsi en demander à tout moment la communication. Cette situation, qui échappe de fait au cadre usuel de la communicabilité, est appelée communication administrative. Les modalités de cette communication ne sont pas encadrées par la loi et les administrations ont toute liberté pour organiser celle-ci. Il est ainsi tout à fait possible dans ce cas de prêter le dossier au service demandeur, bien que cela rende sa consultation par d'autres usagers plus difficile et entraîne un risque de perte. Le service d'archives a néanmoins l'obligation de s'assurer que le demandeur est bien habilité à consulter le document demandé, en particulier pour les documents classés secrets ou très secrets.
Les officiers de police judiciaire et les juges d'instruction agissant dans le cadre d'une commission rogatoire peuvent également accéder aux documents sans tenir compte des délais de communicabilité, à l'exception des documents classés secret et très secret. Enfin, une personne directement concernée par un dossier administratif bénéficie d’un droit d’accès permanent. Cette autorisation est personnelle : un des deux époux ne peut ainsi pas accéder unilatéralement au dossier médical de son conjoint vivant. Les ayants droit d’une personne décédée peuvent en revanche consulter ces documents et il est également possible de désigner un mandataire par une procuration. Celle-ci n’est toutefois que ponctuelle et ne peut concerner qu’un document précis.

## Régime de communicabilité des archives privées
Même lorsqu'elles sont déposées dans un service public d'archives, l'accès aux archives privées n'est pas nécessairement libre. En effet, la communication des archives privées n'est pas réglementée et est donc à la discrétion de leur propriétaire. Celui-ci peut donc en limiter l'accès lorsqu'elles sont sous sa garde, mais aussi en introduisant des conditions restrictives dans le contrat établi avec le service d'archives lorsqu'il en fait don. En l'absence de telles conditions, il est d'usage dans les services d'archives publiques d'appliquer aux archives privées les conditions de communication des archives publiques.

## Modalités d’accès aux archives publiques

### Moyens de mise à disposition
La communication d’un document d’archives peut s’effectuer sur place, par correspondance ou par publication. Le Code des relations entre le public et l’administration précise que le mode de communication est au choix du demandeur, l’administration pouvant toutefois y opposer des restrictions techniques. La consultation sur place se fait dans le service qui détient le document et doit être gratuite. Le service peut y opposer l’état de conservation du document. La communication par correspondance s’effectue par la délivrance d’une copie physique ou numérique du document. Celle-ci est faite par les moyens habituellement utilisés par l’administration et les frais engagés peuvent être facturés au demandeur. Elle peut être refusée si les moyens utilisés sont de nature à nuire à la conservation des documents. La photocopie des registres est ainsi souvent interdite car elle peut entraîner des dommages sur leur reliure. La CADA considère par ailleurs que l’administration n’est pas contrainte de numériser un document existant sous forme papier spécialement pour répondre à une demande de communication. Enfin, une publication en ligne vaut communication.
L’administration a l’obligation de consacrer des moyens matériels pour répondre aux demandes de communication sur place. Si l’aménagement d’un local dédié n’est pas obligatoire et que l’administration peut définir des plages horaires réservées à la consultation, il n’est en revanche pas possible d’imposer au demandeur de prendre rendez-vous ou de limiter excessivement l’étendue de ces plages. En outre, afin de prévenir les vols et les dégradations, un représentant de la collectivité doit toujours être présent lors de la communication d’un document.

### Reproduction et diffusion
Le droit de consulter un document administratif est distinct à la fois du droit de le reproduire et de celui de le diffuser. En effet, si l’administration est contrainte de fournir une copie si le demandeur en fait la demande, rien ne l’oblige à autoriser celui-ci à reproduire le document par ses propres moyens. Il est toutefois courant que les services d’archives autorisent les lecteurs à photographier eux-mêmes les documents, procédé moins nuisible à leur conservation et demandant moins de travail au personnel que la photocopie.
La diffusion est encadrée par le Code des relations entre le public et l’administration. Celui-ci distingue les informations publiques des informations non-publiques, les archives pouvant contenir les deux, y compris mélangées au sein d’un même dossier. Les informations non-publiques comprennent toutes celles qui ne sont pas librement communicables, ainsi que celles sur lesquelles des tiers détiennent des droits de propriété intellectuelles. Les informations non-publiques ne sont pas librement diffusables, il n’est ainsi pas permis de diffuser par exemple un plan de bâtiment dont l’auteur est vivant ou mort il y a moins de soixante-dix ans, car il est protégé par les dispositions du Code de la propriété intellectuelle, ni un acte de mariage de moins de soixante-quinze ans, car il n’est pas librement communicable.
Les informations considérées comme publiques sont librement et gratuitement réutilisables, à quatre conditions : la source et la date de l’information doivent être mentionnées de manière visible ; l’information ne doit pas être modifiée ; elle ne doit pas être présentée de manière à dénaturer son sens. La réutilisation peut être encadrée par une licence, l’administration ne pouvant toutefois proposer que la licence ouverte 2.0, dite parfois licence Etalab, ou la licence OdbL ; l’utilisation d’autres licences n’est pas totalement impossible, mais elles doivent être homologuées par l’État. En outre, le droit à la réutilisation n’efface pas les obligations liées à la loi informatique et libertés ; il incombe ainsi au réutilisateur de s’assurer de l’anonymisation, du recueil du consentement, etc.

## Historique
Avant la Révolution, il n’y a en France guère de distinction entre les archives privées et publiques. En l’absence de réglementation, l’accès aux documents dépend donc de l’arbitraire de leurs détenteurs. La loi sur les archives du 25 juin 1794 affirme pour la première fois le principe de publicité des archives : l’accès aux documents publics est un droit civique que peut faire valoir tout citoyen. Ce principe est toutefois rapidement limité par divers règlements internes, au point qu’à partir des années 1830 l’accès aux documents publics n’est guère plus simple qu’avant la Révolution.
D’importants efforts d’ouverture des archives sont entrepris à la fin des années 1970 avec la loi informatique et libertés du 6 janvier 1978, la loi CADA du 17 juillet 1978 et la loi sur les archives du 3 janvier 1979. La loi CADA en particulier introduit la notion de libre accès aux documents administratifs et crée la commission du même nom.
Cette volonté d’ouverture s’accroît dans les décennies suivantes avec notamment l’ordonnance nº2005-650 du 6 juin 2005 et loi sur les archives du 15 juillet 2008, qui permettent d’accéder et de réutiliser plus facilement aux documents publics. Enfin la loi du 28 décembre 2015 et la loi pour une République numérique du 7 octobre 2016 favorisent la réutilisation libre et gratuite des informations publiques.